# Antonín Kinský
Antonín Kinský (sinh ngày 31 tháng 5 năm 1975) là một cựu cầu thủ bóng đá chuyên nghiệp người Séc thi đấu ở vị trí thủ môn. Anh đã chơi bóng tại giải vô địch Séc trong 9 mùa giải, giành chức vô địch quốc gia năm 2002 cùng FC Slovan Liberec. Sau đó anh chuyển sang Nga và khoác áo Saturn Ramenskoye. Trong 7 năm chơi bóng ở Nga, anh có 200 trận ra sân và được ghi nhận là thủ môn hay nhất giải bóng đá Ngoại hạng Nga ở mùa giải 2007.
Kinský đã thi đấu cho tuyển quốc gia 5 trận. Anh nằm trong thành phần tuyển Cộng hòa Séc dự giải vô địch bóng đá châu Âu 2004 và giải vô địch bóng đá thế giới 2006, dù không chơi bất cứ trận nào ở cả hai giải trên.

## Sự nghiệp cấp câu lạc bộ

### Đầu sự nghiệp
Kinský đã thi đấu cho một số câu lạc bộ giai đoạn đầu sự nghiệp, trong đó có Dukla Prague, rồi chuyển sang khoác áo Bohemians 1905. Sau đấy anh có quãng thời gian thi đấu cho mượn tại Motorlet Prague và EMĚ Mělník. Kinský giành quyền thăng hạng cùng FC Dukla lên giải bóng đá vô địch quốc gia Séc và anh thi đấu ở đây trọn một mùa giải.

### Liberec
Kinský gia nhập FC Slovan Liberec vào năm 1998, lọt vào trận chung kết của Cúp bóng đá Séc 1998–99 ngay ở mùa giải đầu tiên. Mùa hè năm 1999 Kinský bị gãy ngón cái nên không thể thi đấu ở nửa mùa thu của mùa giải 1999–2000 rồi sau đó đồng bắt gôn với thủ môn Zbyněk Hauzr vào mùa xuân. Liberec kết thúc mùa giải bằng chức vô địch Cúp bóng đá Séc 1999–2000.
Tháng 7 năm 2000, Kinský bị chẩn đoán mắc bệnh tăng bạch cầu đơn nhiễm khuẩn, buộc phải điều trị tại viện quân y ở Praha và do đó không thể thi đấu ở mùa thu của mùa giải 2000–01. Mùa bóng năm sau, anh giữ sạch lưới hai trận liên tiếp ở đầu chiến dịch. Liberec tiếp tục tiến đến vòng tứ kết của Cúp UEFA 2001–02 và giành chức vô địch giải bóng đá vô địch quốc gia Séc 2001–02.
Trong một trận đấu ở Cúp UEFA tại thủ đô Tbilisi của Georgia vào tháng 10 năm 2002, Kinský là mục tiêu bị tấn công bởi các chai lọ mà đám đông trên khán đài ném xuống sân khi đội nhà nhận trận thua 1–0 và thua chung cuộc 4–2. Three policemen were injured in the incident. Anh trấn giữ khung thành trong trận thua 4–0 trước Viktoria Žižkov vào tháng 10 năm 2002, trận đấu mà anh miêu tả "có lẽ là trận đấu tồi tệ nhất cuộc đời tôi." Tháng 11 năm 2002 là một tháng thành công hơn với Kinský khi anh cứu thua hai quả phạt đền trong loạt sút luân lưu của Cúp UEFA, ở trận đấu lượt về với Ipswich Town kết thúc bất phân thắng bại sau hiệp phụ. Sau đó Liberec giành quyền vào vòng ba của giải, bất chấp Kinský bỏ lỡ các trận đấu với Panathinaikos vì chấn thương. Hợp đồng của Kinský tại Liberec đáo hạn vào mùa hè năm 2004 và anh đã không đạt được thỏa thuận gia hạn hợp đồng với câu lạc bộ trong mùa giải 2003–04. Anh rời đội bóng sau khi có tổng cộng 137 lần ra sân tại hạng đấu cao nhất của Cộng hòa Séc.

## Thống kê sự nghiệp

### Câu lạc bộ
Nguồn:
| Câu lạc bộ         | Mùa                | Giải                   | Giải    | Giải         |
| Câu lạc bộ         | Mùa                | Hạng đấu               | Số trận | Số bàn thắng |
| ------------------ | ------------------ | ---------------------- | ------- | ------------ |
| FC Příbram         | 1995–96            | Czech 2. Liga          | 30      | 0            |
| FC Dukla           | 1996–97            | Czech 2. Liga          | 20      | 0            |
| FC Dukla           | 1997–98            | Czech First League     | 22      | 0            |
| FC Dukla           | Tổng cộng          | Tổng cộng              | 42      | 0            |
| Slovan Liberec     | 1998–99            | Czech First League     | 28      | 0            |
| Slovan Liberec     | 1999–2000          | Czech First League     | 5       | 0            |
| Slovan Liberec     | 2000–01            | Czech First League     | 13      | 0            |
| Slovan Liberec     | 2001–02            | Czech First League     | 30      | 0            |
| Slovan Liberec     | 2002–03            | Czech First League     | 25      | 0            |
| Slovan Liberec     | 2003–04            | Czech First League     | 14      | 0            |
| Slovan Liberec     | Tổng cộng          | Tổng cộng              | 115     | 0            |
| Saturn Ramenskoye  | 2004               | Russian Premier League | 21      | 0            |
| Saturn Ramenskoye  | 2005               | Russian Premier League | 29      | 0            |
| Saturn Ramenskoye  | 2006               | Russian Premier League | 27      | 0            |
| Saturn Ramenskoye  | 2007               | Russian Premier League | 28      | 0            |
| Saturn Ramenskoye  | 2008               | Russian Premier League | 28      | 0            |
| Saturn Ramenskoye  | 2009               | Russian Premier League | 29      | 0            |
| Saturn Ramenskoye  | 2010               | Russian Premier League | 20      | 0            |
| Saturn Ramenskoye  | Tổng cộng          | Tổng cộng              | 182     | 0            |
| Tổng kết sự nghiệp | Tổng kết sự nghiệp | Tổng kết sự nghiệp     | 369     | 0            |

### Tuyển quốc gia
Nguồn:
| Đội tuyển quốc gia Cộng hòa Séc |         |              |
| Năm                             | Số trận | Số bàn thắng |
| 2002                            | 3       | 0            |
| 2004                            | 2       | 0            |
| Tổng cộng                       | 5       | 0            |

## Danh hiệu

### Câu lạc bộ
Slovan Liberec
- Gambrinus Liga: 2001–02
- Cúp bóng đá Séc: 1999–2000

### Tuyển quốc gia
Cộng hòa Séc
- Vòng bán kết giải vô địch bóng đá châu Âu: 2004[4]